# Deslocados

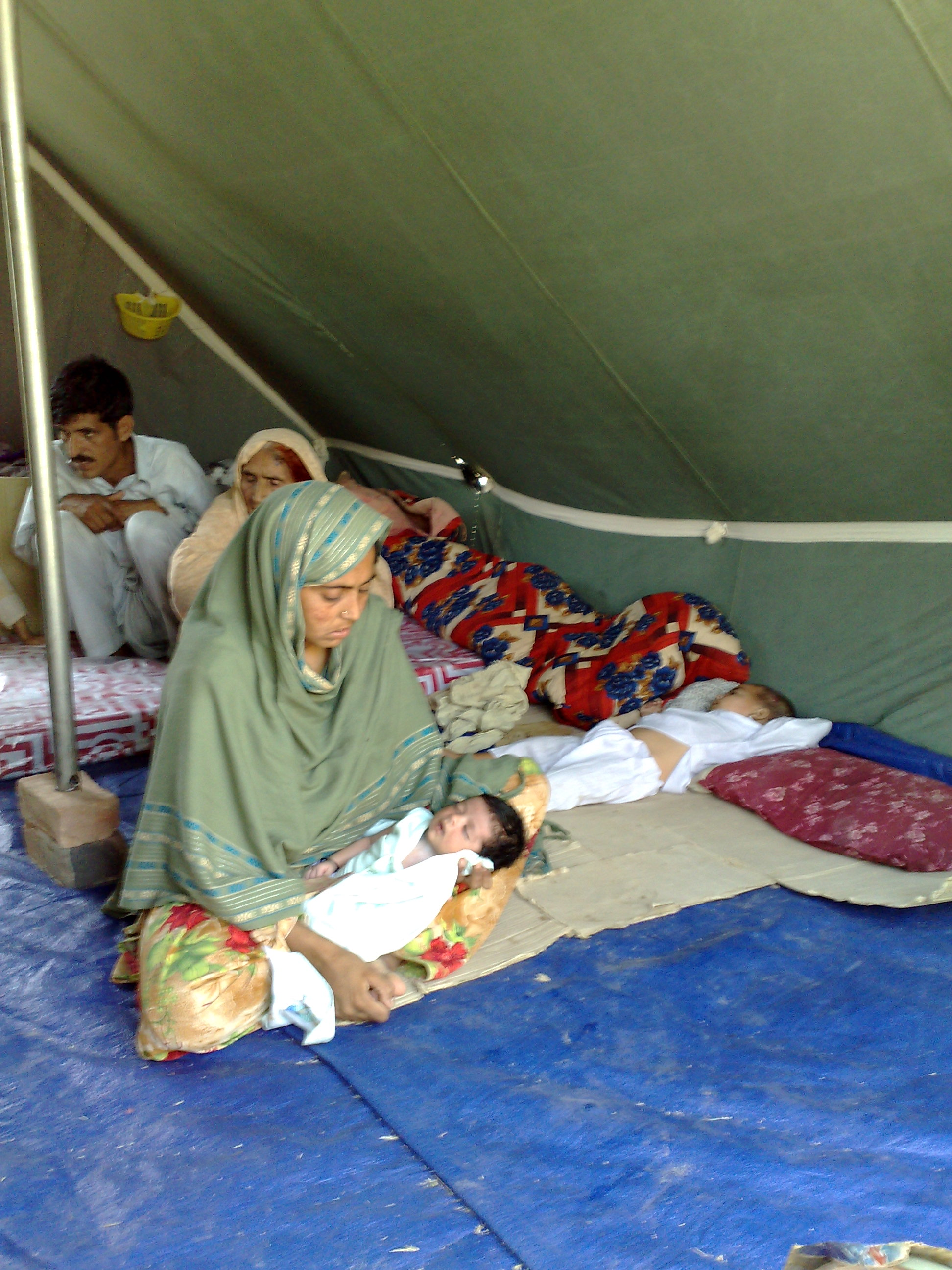
O campo de refugiados de Amã recebeu esse nome em homenagem a primeira criança nascida lá, em 2009. O nome Amã significa paz.

Deslocados (em inglês, displaced persons, DP) são pessoas forçadas a sair de suas casas ou lugar de residência habitual, fenômeno conhecido como migração forçada.
De acordo com a ACNUR, o número de deslocados à força no mundo inteiro era de 59,5 milhões no final de 2014, o número mais alto desde a Segunda Guerra Mundialː 19,5 milhões eram refugiados, 1,8 milhões requerentes de asilo e 38,2 milhões deslocados internos.

## Origem do termo
O termo foi primeiramente amplamente utilizado durante a II Guerra Mundial e os consequentes fluxos de refugiados da Europa Oriental, quando o termo foi utilizado especificamente para se referir a uma pessoa removida de seu país natal como um refugiado, prisioneiro ou um escravo trabalhador. O significado ampliou significativamente na última metade do século passado. Uma pessoa deslocada pode também ser referida como um migrante forçado. O termo "refugiado" é também comumente usado como sinônimo de pessoa deslocada, causando confusão entre as pessoas que deixaram a sua casa e o subgrupo de refugiados legalmente definidos que gozam de proteção legal internacional. A maioria das vítimas de guerra, refugiados políticos e DPs do pós-Segunda Guerra Mundial eram ucranianos, poloneses e outros povos eslavos, assim como os cidadãos dos estados Bálticos - lituanos, letões e estonianos, que se recusavam a voltar para o Leste Europeu dominado pela União Soviética.
A. J. Jaffe alegou que o termo foi originalmente criado por Eugene M. Kulischer.